# Cipocereus crassisepalus
Cipocereus crassisepalus är en kaktusväxtart som först beskrevs av Albert Frederik Hendrik Buining och Brederoo, och fick sitt nu gällande namn av Barthlott och Nigel Paul Taylor. Cipocereus crassisepalus ingår i släktet Cipocereus och familjen kaktusväxter. Inga underarter finns listade i Catalogue of Life.